# Heinkel HD 40
L'Heinkel HD 40 fu un aereo da trasporto, monomotore e biplano, sviluppato dall'azienda aeronautica tedesca Ernst Heinkel Flugzeugwerke negli anni venti del XX secolo.
Progettato su esplicita richiesta del quotidiano berlinese B.Z., dopo il successo nell'utilizzo del precedente HD 39, lo affiancò nel distribuire copie del giornale in territorio nazionale.

## Storia del progetto
Dato il successo del HD 39, ad Heinkel venne commissionato un velivolo in grado di svolgere un simile servizio di distribuzione ma con una capacità notevolmente ampliata. Come l'HD 39 l'aereo era un convenzionale biplano con ali disuguali, apertura alare ad arco e una fusoliera che quasi occupava lo spazio in altezza tra le due ali. Il pilota sedeva in un pozzetto aperto e il carrello d'atterraggio era un biciclo fisso integrato da un pattino d'appoggio posto sotto la coda. Le ali erano in legno mentre la fusoliera era fatta da tubi di acciaio saldato coperti di legno compensato.
Oltre al vano di carico per i giornali l'HD 40 era dotato di un altro compartimento in grado di essere rapidamente trasformato o in compartimento di carico supplementare o trasportava fino ad otto passeggeri. Dopo il servizio di solo sei mesi l'aereo rimase distrutto in un incidente in seguito ad un'avaria al motore.